# Víctor Sojo
Víctor Sojo, född den 24 november 1983 i Puente Genil, Spanien, är en spansk landhockeyspelare.
Han tog OS-silver i herrarnas landhockeyturnering i samband med de olympiska landhockeytävlingarna 2008 i Peking.